# Стивстон
Стивстон — город, основанный в 1880-х годах, является пригородом Ричмонда в Большом Ванкувере. Юго-западная часть острова Лулу представляет собой исторический порт и центр консервирования лосося в устье южного рукава реки Фрейзер. Архитектура стиля начала 1900-х привлекает как кинематографистов, так и туристов.

## История

### Пионеры
Деревня названа в честь Маноа Стивса, который приехал со своей семьей около 1877—1878 гг. из Монктона, Нью-Брансуик, через Чатем, Онтарио. Родившись Маноа Стивесом, второй двоюродный брат Уильяма Стивеса, он отбросил второе «е» в фамилии. Семья была первым белым поселением в этом районе. Городской сайт начался в 1980 году как грант короля Уильяма Герберта Стивса, его сына. В течение следующего десятилетия более 100 человек приобрели землю в этом оригинальном разделе, состоящем из 237 небольших участков. Став Стивстоном в 1889 году, этот район находится к югу от сегодняшнего шоссе Стивстон и к западу от шоссе № 1. был первым подразделением в Ричмонде. В 1887 году лондонская высадка у подножия № 2 Rd. Также была разложена на сетке. С начала 1860-х годов в Стивстон заходили новые паромы из Вестминстер-Ванкувер, и в 1920-х годах они стали островом Стивстон-Ванкувер.

### Ранняя коммерция
Консервирование лосося началось в 1871 году. Первым крупным консервным заводом стал Феникс, основанный в 1882 году Маршаллом Инглишем и Сэмюэлем Мартином . К 1890-м годам было 45 консервных заводов, около половины которых находились в Стивстоне, что привело к появлению альтернативного названия Salmonopolis. Каждое лето большое количество японских, китайских, первых наций и европейских рыбаков и рабочих консервного завода спускалось на деревню, присоединяясь к растущему круглогодичному поселению. В порту парусники грузили консервированный лосось на экспорт. Рыболовство также поддержало значительную отрасль судостроения.
Отдел пожарной охраны Стивстона существовал с 1912 по 1917 год. В противном случае ближайший пожарный зал был в Марполе, от получаса до часа, в зависимости от дорожных условий. Пожар в восточной части в 1908 году принес ущерб на сумму более 35 000 долларов. В 1918 году был нанесен ущерб на сумму более 0,5 млн. Долл. США, в результате чего были разрушены три консервных завода («Звезда», «Стевестон» и «Маяк»), три отеля («Стар», «Ричмонд» и «Лондон») и большая часть «Кирпичного блока». Пожарная машина Марполя сломалась на пути. Этот разрушительный пожар начался в столовой / зоне отдыха Звездного Консервного завода. В 1897 году этот же консервный завод подвергся первому значительному пожару в Стевестоне, что потребовало обширной реконструкции.
Стремление Стивстона к соперничеству с Ванкувером в качестве порта закончилось во время Первой мировой войны. Пик лососевых пиков в 1913 году был одним из многих факторов. Консервная деятельность постепенно снижалась и окончательно прекратилась в 1990-х годах. Консервный завод в заливе Джорджия, построенный в 1894 году, был когда-то самым крупным заводом в Британской Колумбии. Консервный завод (1994) и Британская верфь (1991) получили обозначения Национального исторического места.
Междугородный трамвай BCER Vancouver-Marpole-Steveston работал 1905—1958. В новом здании находится статический трамвай 1220.
Когда-то здание пионерского банка, Музей и центр для посетителей Стивстона также имеет почтовое отделение.

### Японские канадцы Стивстона
Японские канадцы составляли большую часть населения Стивстона; их интернирование во время Второй мировой войны было серьёзным ударом для сообщества, хотя некоторые из интернированных вернулись, когда им разрешили, и значительное японское канадское сообщество все ещё существует. Например, после интернирования в Стивстоне был создан японский центр дзюдо и боевых искусств.
Во время Второй мировой войны министерство транспорта контролировало движение подводных лодок в Германии и Японии (код Кана). Объект закрыт в 1945 году.
В 1954 году менеджер BC Packers Кен Фрейзер много пожертвовал японским канадским рыбакам Стивстона в целях создания совместного общественного центра (который в итоге стал общественным центром Стивстона); условия соглашения также гласили, что Японской ассоциации благотворителей рыбаков будет разрешено иметь комнату для дзюдо в центре [2].
В 1969 году обсуждение в сообществе привело к созданию здания для боевых искусств в японском стиле для Стивстона. Центр боевых искусств, в настоящее время ориентир Стивстона, в настоящее время находится рядом с общественным центром Стивстона.

### Послевоенное развитие
Наряду с Ричмондом, Стивстон превратился из сельхозугодий в жилое жилье. С 1970-х годов община, которая остается активным рыбным портом, расширила свой исторический характер и набережную, чтобы привлечь бизнес и туризм.
Гарри-Пойнт, расположенный на юго-западной оконечности общины (и на острове Лулу), был назван в 1827 году в честь Николаса Гарри, бывшего заместителя губернатора Гудзонова залива. Корабли компании использовали этот мыс в качестве навигационной помощи для безопасного входа в реку Фрейзер. С 1960-х до начала 1990-х годов это была федеральная свалка для песка, добытого в реке. Выравнивание дюн создало самый большой парк Стивстона, который открылся в 1989 году. Место Мемориала рыбака Стивстона, парк был основным местом проведения праздников в Ванкувере в 2002 году. Приблизительно 400 000 человек пришли, чтобы увидеть флот восстановленных парусных судов, пришвартованных вдоль реки. Финансовые потери, вызванные этим событием, вызвали резкую критику со стороны городского совета Ричмонда. Морской фестиваль продолжает проводиться ежегодно.

## Локация фильмов
Стивстон является популярным местом для съемок как фильмов, так и телевизионных шоу, которое включает следующее:
| Период    | Производство                        | Подробность |
| --------- | ----------------------------------- | --- |
| 1985-1992 | МакГайвер                           | 51. Джек в коробке (1987), 65. Секрет Паркера Хауса (1988)                                                                         |
| 1990      | Пылающие мосты                      | |
| 1992-1997 | Горец: серия                        | Как Стивстон, Вашингтон |
| 1993-2018 | Секретные материалы                 | Beyond the Sea (1994), Gender Bender (1994) в роли Стевестона, Массачусетс, Чудо-Человек (1994), Постмодернистский Прометей (1997) |
| 1995-2000 | Скользящие                          | 13. Джиллиан Духов (1996) |
| 1995-2002 | Внешние пределы                     | 54. Пробуждение (1997), 125. Сетка (2000)                                                                                          |
| 1997-2007 | Звездные врата SG-1                 | Nightwalkers (2002) как Стивстон, штат Орегон.                                                                                     |
| 1999      | Холодный климат                     | Как вымышленный Стивстон, Мэн |
| 2000      | Фильм ужасов                        | |
| 2002      | Взятый                              | |
| 2002      | Дни славы                           | |
| 2003      | Ловец снов                          | |
| 2004      | Королевская больница                | |
| 2004-2007 | 4400                                | 3. Становление (2004) |
| 2005      | Сверхъестественное                  | |
| 2005      | Инстинкт убийцы                     | |
| 2006      | Три Луны над Милфордом              | |
| 2008      | Lost Boys: The Tribe                | |
| 2007      | Путешественница                     | |
| 2009      | Неприглашенный                      | |
| 2010      | Сумерки. Сага. Затмение             | |
| 2010      | Чарли Сен-Клу                       | Как Марблхед, штат Массачусетс |
| 2011-2012 | Тайный круг                         | |
| 2011-2020 | Однажды в сказке                    | Как вымышленный город Сторибрук, Мэн                                                                                               |
| 2012      | Это означает войну                  | |
| 2012      | Дневник слабого малыша: собачьи дни | |
| 2013-2017 | Бейтс Мотель                        | |
| 2014      | Годзилла                            | |
| 2014      | Воротник                            | |
| 2016      | Чесапик Шорс                        | |
| 2017      | Могучие Рейнджеры                   | |
| 2018      | За борт                             | |
| 2018      | Перекресток                         | 3. Пакс Американа |
| 2018      | Сирена                              | 1. Пилот — Открытие Русалки (2018)                                                                                                 |
| 2018      | 24. Надежда на Рождество            | Признаки Кино & Тайны |
| 2019      | Проект Синяя книга                  | |
| 2019      | Сумеречная зона                     | 7. Не все мужчины (2019) |
| 2020      | Полуночная месса                    | 1.Конец (2020). Как Оганкит, Мэн                                                                                                   |

## Туризм
Консервный завод в заливе Джорджии, 2007
Даже с обширной перестройкой, Стивстон сохраняет характер причудливой, исторической рыбацкой деревни, с более чем 600 рыбацкими судами — самый большой флот Канады, называющий гавань «Steveston Harbour». В нём имеется более 350 предприятий и услуг для размещения растущего населения. В солнечные дни местные жители и посетители толпятся на набережных, чтобы насладиться пейзажами, людьми и едой.
Стивстон также известен как «Ворота в Орку», являясь базой для индустрии наблюдения за китами. Пассажиры, путешествующие на лодке по заливу Джорджии, наблюдают за касатками, тюленями, орлами и многим другим.

## Фестиваль лосося Steveston
В День Канады сообщество принимает фестиваль лосося Steveston, который проводится ежегодно с 1946 года. Это мероприятие включает в себя парад и огромную распродажу лосося на гриле рядом с общественным центром Steveston. Муниципальные, провинциальные и федеральные политики часто присутствуют, как правило, в рамках парада и раздают канадские флаги.

## Использованная литература
Рейд, Александра (2013). «Огонь, Наводнение и Рыба: Пешеходная экскурсия по Steveston B.C.» www.open.library.ubc.ca.